# 봄봄
《봄봄》은 김유정의 소설으로 1935년 <조광>에 발표되었다. 1930년대 일제강점기와 강원도 산골을 배경으로 한다. 역순행적 구성(입체적 구성), 골계미와 해학이 큰 특징이다. 방언을 사용한 토속적, 향토적 소설이라는 것도 특징이다.        

## 등장인물
- 나: 어리숙하고 순박한 인물으로 데릴사위로 장인의 집에서 3년 넘게 일하고 있다.
- 장인: 장인은 점순의 키를 표면적 이유로 삼아 ‘나’와 점순의 성례를 계속해서 미루고 있다. 사위부자라는 별명까지 얻게되었다.
- 점순: 적극적이고 당돌한 성격으로, ‘나’에게 2번이나 충동질을 하는 적극적 면모를 보인다.
- 뭉태: 뭉태는 ‘나’가 장인에게 이용당하고 있다는 것을 이야기하지만, ‘나’는 제대로 상황을 파악하지 못한다.

## 줄거리
성례를 시켜 줄 수 없다고 한다. 평생 일만 할 것이냐는 점순이의 말에 나는 장인을 구장 댁으로 끌고 가 혼인 문제에 대해 해결을 보려고 한다. 구장은 빨리 성례를 시켜 주라고 하지만 장인은 점순이가 덜 컸다는 핑계를 또 한 번 내세운다. 그 날 밤, 뭉태에게서 ‘나’는 자신이 세 번째 데릴사위감이라는 것을 알게 되고 아내 될 점순에게 ‘병신’이란 말까지 듣는다. ‘나’는 일터로 나가다 말고 멍석 위에 드러눕고 이를 본 장인은 징역을 보내겠다고 겁을 주지만, ‘나’는 그저 말대꾸만 한다. 화가 난 장인은 지게 막대기로 ‘나’의 손과 발을 마구 때린다. 점순이가 나를 보고 있음을 의식한 ‘나’는 장인의 수염을 잡아챘다. 서로 바짓가랑이를 잡고 늘어지며 싸우자 장인은 점순을 불렀고, 내게 달려들어 귀를 잡아당기며 우는 점순이를 보면서, ‘나’는 그녀의 알 수 없는 태도에 넋을 잃는다.

## 원작으로 한 작품
- 《봄 봄》, 영화, 김수용 감독, 1969년 5월 24일 개봉
- 《봄 봄》, 단막극 드라마, 문예극장, 1979년 4월 20일 방영
- 《봄 봄》, 단막극 드라마, TV문학관, 1983년 5월 7일 방영
- 《봄 봄》, 단막극 드라마, MBC 베스트극장, 1993년 5월 7일 방영.
- 《봄 봄봄》, 단막극 드라마, HD TV 문학관, 2008년 3월 3일 방영
- 《메밀꽃, 운수 좋은 날, 그리고 봄봄》, 애니메이션 영화, 안재훈 한혜진 감독, 2014년 8월 21일 개봉